# Lauret (Landes)
Pour les articles homonymes, voir Lauret.
Lauret est une commune du Sud-Ouest de la France, située dans le département des Landes (région Nouvelle-Aquitaine).
Ses habitants sont appelés Lauretois. On y trouve le point culminant du département, à 237 mètres.

## Géographie

### Localisation
Située dans le sud-est du département des Landes, la commune est limitrophe de celui des Pyrénées-Atlantiques. Elle fait partie de la communauté des communes du Tursan dont le chef lieu du canton est Geaune.

### Communes limitrophes
Les communes limitrophes sont Miramont-Sensacq, Pimbo, Boueilh-Boueilho-Lasque, Garlin et Poursiugues-Boucoue.
|                                            | Miramont-Sensacq                               |                               |
| Pimbo                                      | Lauret                                         | Garlin (Pyrénées-Atlantiques) |
| Poursiugues-Boucoue (Pyrénées-Atlantiques) | Boueilh-Boueilho-Lasque (Pyrénées-Atlantiques) |                               |

### Géologie et relief
Le point culminant du département des Landes, à 237 m, lieu-dit Nautuc, se situe sur la commune de Lauret. C'est pourquoi, en hiver, il est fréquent de voir la neige tomber, le Béarn n'est pas loin.

### Hydrographie
Le Bas, affluent droit du Gabas, prend sa source dans la commune.

### Climat
Pour des articles plus généraux, voir Climat de la Nouvelle-Aquitaine et Climat des Landes.
Historiquement, la commune est dans une zone de transition entre les climats océaniques aquitain et montagnard.  
En 2020, Météo-France publie une typologie des climats de la France métropolitaine dans laquelle la commune est dans une zone de transition entre le climat océanique altéré et le climat de montagne et est dans une zone de transition entre les régions climatiques « Aquitaine, Gascogne » et « Pyrénées atlantiques »0.
Pour la période 1971-2000, la température annuelle moyenne est de 12,9 °C, avec une amplitude thermique annuelle de 14,6 °C. Le cumul annuel moyen de précipitations est de 1 100 mm, avec 11,7 jours de précipitations en janvier et 7,9 jours en juillet. Pour la période 1991-2020, la température moyenne annuelle observée sur la station météorologique la plus proche, située sur la commune de Bahus-Soubiran à 12 km à vol d'oiseau, est de 13,9 °C et le cumul annuel moyen de précipitations est de 1 034,0 mm,. Pour l'avenir, les paramètres climatiques de la commune estimés pour 2050 selon différents scénarios d’émission de gaz à effet de serre sont consultables sur un site dédié publié par Météo-France en novembre 2022.

## Urbanisme

### Typologie
Au 1er janvier 2024, Lauret est catégorisée commune rurale à habitat très dispersé, selon la nouvelle grille communale de densité à sept niveaux définie par l'Insee en 2022.
Elle est située hors unité urbaine et hors attraction des villes,.

### Occupation des sols

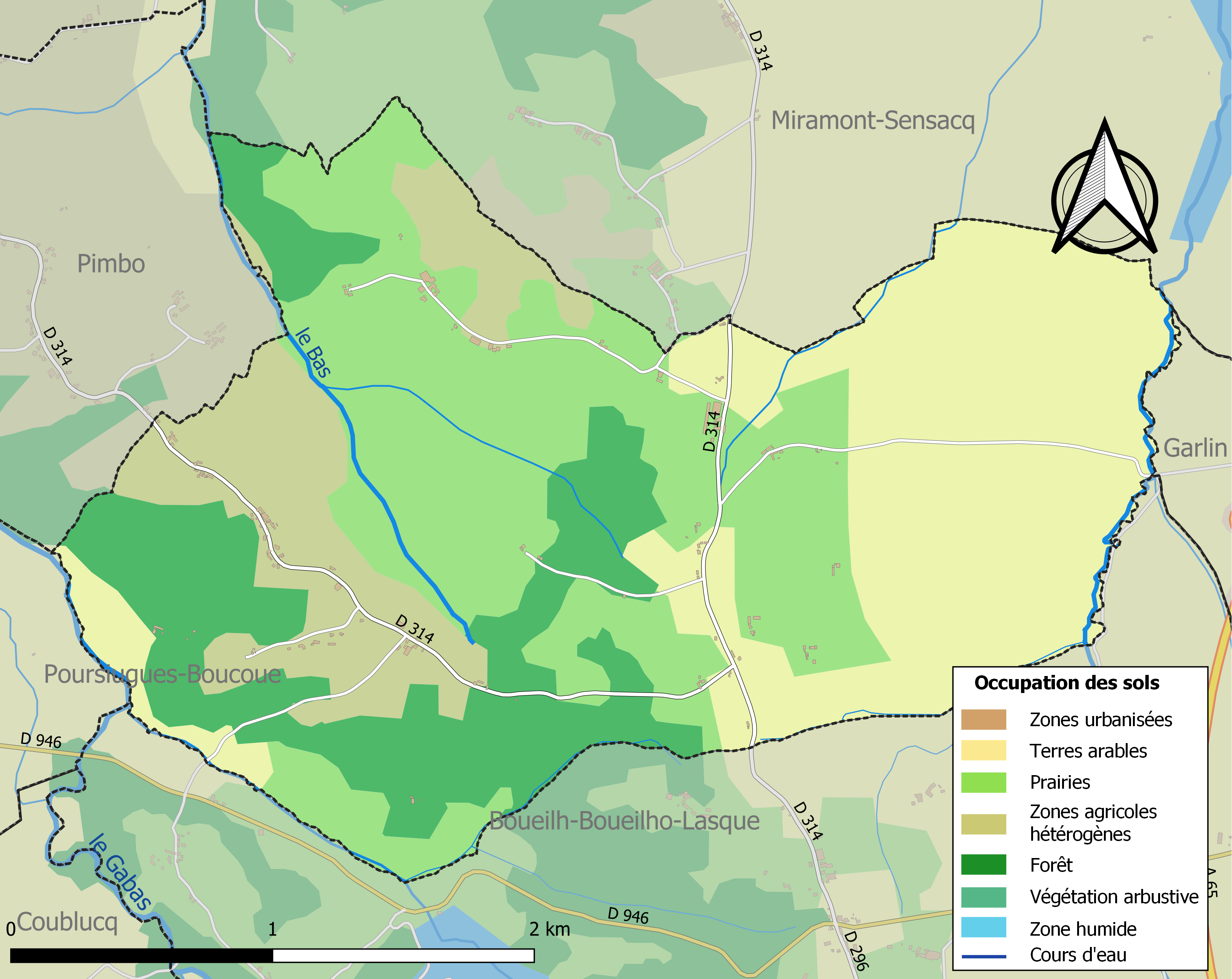
Carte des infrastructures et de l'occupation des sols de la commune en 2018 (CLC).

L'occupation des sols de la commune, telle qu'elle ressort de la base de données européenne d’occupation biophysique des sols Corine Land Cover (CLC), est marquée par l'importance des territoires agricoles (80,1 % en 2018), en augmentation par rapport à 1990 (77,5 %). La répartition détaillée en 2018 est la suivante : prairies (33,8 %), terres arables (32,1 %), forêts (19,9 %), zones agricoles hétérogènes (14,2 %). L'évolution de l’occupation des sols de la commune et de ses infrastructures peut être observée sur les différentes représentations cartographiques du territoire : la carte de Cassini (XVIIIe siècle), la carte d'état-major (1820-1866) et les cartes ou photos aériennes de l'IGN pour la période actuelle (1950 à aujourd'hui).

### Risques majeurs
Le territoire de la commune de Lauret est vulnérable à différents aléas naturels : météorologiques (tempête, orage, neige, grand froid, canicule ou sécheresse), inondations, mouvements de terrains et séisme (sismicité modérée). Un site publié par le BRGM permet d'évaluer simplement et rapidement les risques d'un bien localisé soit par son adresse soit par le numéro de sa parcelle.
Certaines parties du territoire communal sont susceptibles d’être affectées par le risque d’inondation par débordement de cours d'eau, notamment le Bahus, le Gabas et le Bas. La commune a été reconnue en état de catastrophe naturelle au titre des dommages causés par les inondations et coulées de boue survenues en 1999 et 2009,.
Les mouvements de terrains susceptibles de se produire sur la commune sont des tassements différentiels.

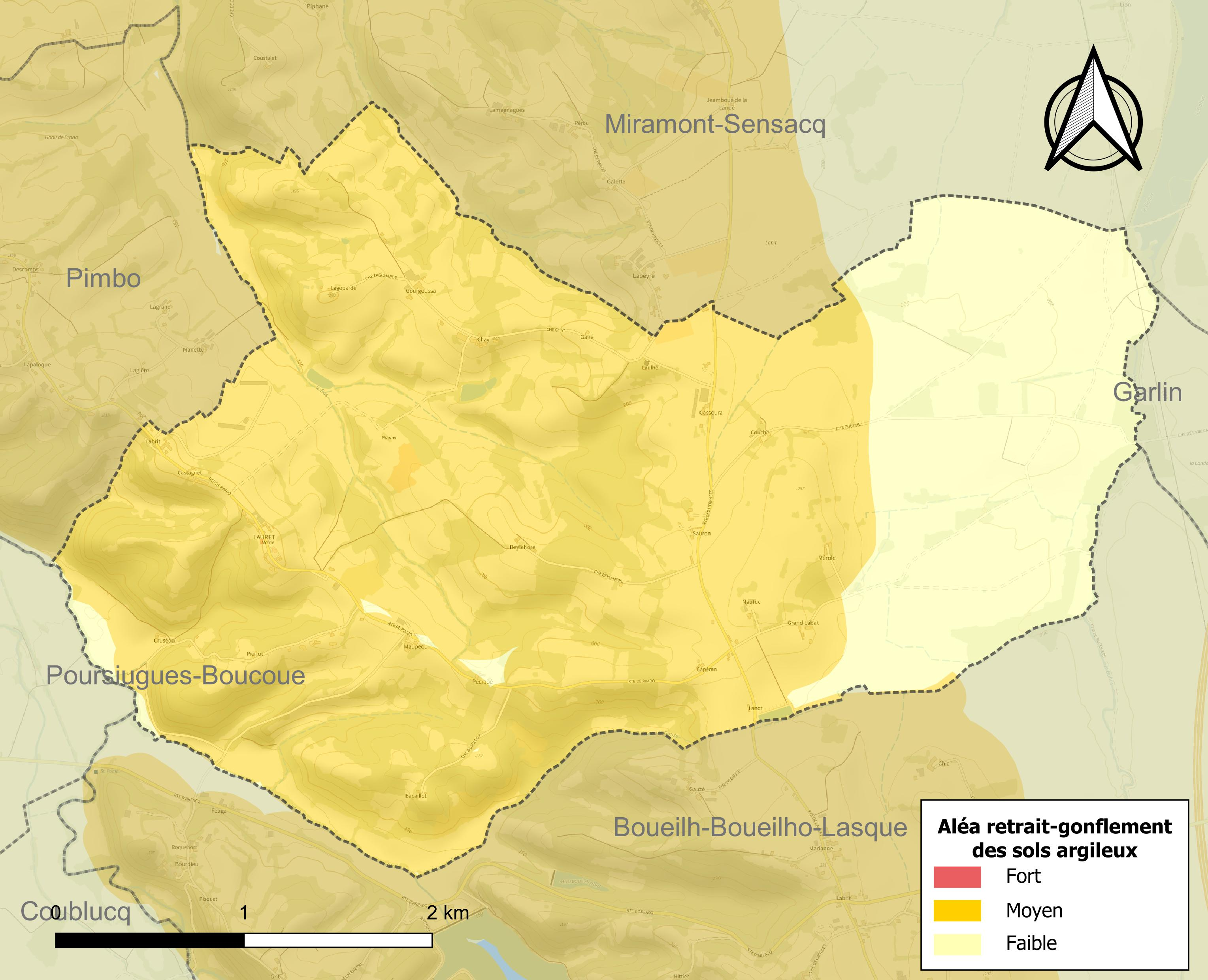
Carte des zones d'aléa retrait-gonflement des sols argileux de Lauret.

Le retrait-gonflement des sols argileux est susceptible d'engendrer des dommages importants aux bâtiments en cas d’alternance de périodes de sécheresse et de pluie. 76,1 % de la superficie communale est en aléa moyen ou fort (19,2 % au niveau départemental et 48,5 % au niveau national). Sur les 48 bâtiments dénombrés sur la commune en 2019,  48 sont en aléa moyen ou fort, soit 100 %, à comparer aux 17 % au niveau départemental et 54 % au niveau national. Une cartographie de l'exposition du territoire national au retrait gonflement des sols argileux est disponible sur le site du BRGM,.
Concernant les mouvements de terrains, la commune a été reconnue en état de catastrophe naturelle au titre des dommages causés par la sécheresse en 1989 et par des mouvements de terrain en 1999.

## Politique et administration
| Période                                  | Période   | Identité         | Étiquette | Qualité    |
| ---------------------------------------- | --------- | ---------------- | --------- | ---------- |
| 1989                                     | mars 2001 | Simone Pape      |           |            |
| mars 2001                                | En cours  | Stéphane Cabanne |           | Technicien |
| Les données manquantes sont à compléter. |           |                  |           |            |

## Démographie
| 1793 | 1800 | 1806 | 1821 | 1831 | 1836 | 1841 | 1846 | 1851 |
| ---- | ---- | ---- | ---- | ---- | ---- | ---- | ---- | ---- |
| 249  | 211  | 242  | 282  | 316  | 326  | 316  | 322  | 310  |

| 1856 | 1861 | 1866 | 1872 | 1876 | 1881 | 1886 | 1891 | 1896 |
| ---- | ---- | ---- | ---- | ---- | ---- | ---- | ---- | ---- |
| 304  | 287  | 284  | 246  | 263  | 240  | 229  | 219  | 209  |

| 1901 | 1906 | 1911 | 1921 | 1926 | 1931 | 1936 | 1946 | 1954 |
| ---- | ---- | ---- | ---- | ---- | ---- | ---- | ---- | ---- |
| 203  | 193  | 171  | 172  | 159  | 150  | 134  | 124  | 108  |

| 1962 | 1968 | 1975 | 1982 | 1990 | 1999 | 2006 | 2007 | 2012 |
| ---- | ---- | ---- | ---- | ---- | ---- | ---- | ---- | ---- |
| 98   | 98   | 77   | 79   | 71   | 74   | 78   | 78   | 87   |

| 2017 | 2022 | - | - | - | - | - | - | - |
| ---- | ---- | - | - | - | - | - | - | - |
| 85   | 78   | - | - | - | - | - | - | - |

## Lieux et monuments
- Église Saint-Jean-Baptiste de Lauret, entourée de son cimetière.